# Ancistrocladus grandiflorus
Genre
Espèce
Statut de conservation UICN

 VU B1ab(iii)+2ab(iii) : Vulnérable
Ancistrocladus grandiflorus Cheek est une espèce de plantes de la famille des Ancistrocladaceae et du genre Ancistrocladus, endémique du sud du Cameroun.

## Distribution et habitat
Ancistrocladus grandiflorus est endémique dans la région sud du Cameroun (Forêt Bimbia-Bonadikombo près de Limbé, Mundemba, Mbu Bakundu, Dikome Balue, Banyang-Mbo, Masaka Batanga). Connu dans les forêts sempervirentes allant de 60 à 940 mètres d’altitude, la superficie qu’elle occupe est de 44 km2. Or cette superficie continue de diminuer en raison de diverses menaces. 

## Menaces
La principale menace est celle du dégagement forestier en faveur de l'agriculture et de l'expansion urbaine. Le site de Bimbia va bientôt disparaitre. Lors de recherches approfondies à Bimbia menées pour la plante Trichoscypha grandiflorus en 2008 (par David Alicha) et en 2009 (par Marcella Corcoran) avec le personnel du jardin botanique de Limbe (y compris Paul Ndumbe), cette espèce n'a pas été trouvée. Le site de Mundemba n'est pas protégé et risque de disparaître également  à cause de l’expansion urbaine. 

## Solutions aux menaces
Les Monts Rumpi constituent un espoir pour la protection de cette espèce en tant que réserve forestière. Les enquêtes visant à redécouvrir et à mettre en place des plans avec les communautés locales pour protéger cette espèce sont recommandées. Les données sur les taux de croissance, la densité de la population et les niveaux de régénération devraient être recueillies. La culture au jardin botanique de Limbe permettrait la possibilité de multiplication de cette espèce. 